# Sabaszczewo
Sabaszczewo – wieś w Polsce położona w województwie wielkopolskim, w powiecie średzkim, w gminie Dominowo.
Wieś królewska starostwa średzkiego, pod koniec XVI wieku leżała w powiecie pyzdrskim województwa kaliskiego. W latach 1975–1998 miejscowość administracyjnie należała do województwa poznańskiego.